# 片倉三平
片倉 三平（かたくら さんぺい、1890年12月15日 - 1977年3月29日）は、日本の実業家、長く日東紡績などの経営に当たった。妻・かずは2代目片倉兼太郎の次女。

## 経歴
片倉三平は、片倉財閥を興した片倉家の一員・片倉光治の三男として、長野県諏訪郡川岸村（現岡谷市）に生まれた。長野県立諏訪中学校（現長野県諏訪清陵高等学校）を経て、東京高等蚕糸学校（現東京農工大学）を卒業。その後、片倉合名会社社員となり、その北陸監督や、片倉共栄製糸社長、片倉越後製糸社長など、傘下の様々な企業の役職を兼務した。
1921年に片倉傘下となっていた福島紡織が改組され、新たに福島県郡山市を拠点とする日東紡績が1923年に設立された際には、片倉三平が初代社長に就任した 。社長となった片倉は、渡米して持ち帰った合成繊維を参考に同等のものの開発をさせるなど、レーヨン（スフ）やガラス繊維など新素材の開発を積極的に進めた。1937年まで社長を務め、その後は会長となった。
1930年代に統制経済体制が進むと日東紡績も共同組合に改組となり、片倉はその代表者であったが、それと並行して統制団体である日本ス・フ工聯の初代理事長などの役職も務めた。
第二次世界大戦後の1946年から1947年には、郡山商工会議所会頭も務めた。
1958年11月からは、前任者の片倉直人の死去を受けて長野県松本市の松本松南高等学校理事長となり、死去するまでその職にあった。
1965年に日東紡績会長を退任し、1977年に東京都内の自宅で死去した。墓所は多磨霊園(9-1-10)
1993年、日東紡績の創立70周年を記念して創業者の片倉三平の胸像が郡山市で除幕された。